# Aegialomys xanthaeolus
Aegialomys xanthaeolus е вид гризач от семейство Хомякови (Cricetidae). Видът не е застрашен от изчезване.

## Разпространение и местообитание
Разпространен е в Еквадор и Перу.
Обитава гористи местности, пустинни области, долини, крайбрежия, плажове и плантации.

## Описание
Теглото им е около 79,8 g.
Популацията на вида е стабилна.